# 2011年10月

## 10月1日
- 美国纽约占领华尔街运动持續醞釀，700多名示威者在穿行布鲁克林大桥时因涉嫌阻碍交通被捕。該遊行抗議訴求是指出華爾街過於貪心、金融體統弊端卻政府無法有效監管，還另外點出對政府過度動用武力、對待少數族群不公平且高漲的失業率等社會問題。环球网 紐約時報（页面存档备份，存于）《时代》封面（页面存档备份，存于）
- 台风尼格在菲律宾吕宋岛登陆，该台风和早前登陆的台风纳沙所引发的洪水共造成至少55人死亡。法新社（页面存档备份，存于）凤凰网（页面存档备份，存于）

## 10月2日
- 研究人员在《自然》杂志发文称，北极上空在2010年冬至2011年春首次观测到出现臭氧层空洞。环球网（页面存档备份，存于）

## 10月3日
- 瑞典卡罗琳医学院宣布，将2011年诺贝尔生理学或医学奖授予布鲁斯·巴特勒、朱尔斯·霍夫曼和拉尔夫·斯坦曼三位科学家，以表彰他们在人体免疫系统研究领域所作的贡献。新华网（页面存档备份，存于）
- 多个国家在智利阿塔卡玛沙漠合作建造的大型射电望远镜阵列阿塔卡玛大型毫米波天线阵正式启用。新华网（页面存档备份，存于）

## 10月4日
- 瑞典皇家科学院宣布，将2011年诺贝尔物理学奖授予美国科学家索尔·珀尔马特、拥有美国和澳大利亚双重国籍的科学家布萊恩·施密特以及美国科学家亚当·里斯，以表彰他们在天体物理学方面的卓越研究成果。新华网 Archive.today的存檔，存档日期2013-04-28
- 中国和俄罗斯联合国安理会否决法、英等国提交的有关叙利亚问题的决议草案（（页面存档备份，存于））。

## 10月5日
- 瑞典皇家科学院宣布，将2011年诺贝尔化学奖授予以色列科学家丹尼尔·舍特曼，以表彰其发现准晶体。新华网
- 印度宣布推出每台价格仅35美元（约合223人民币）Android 2.2平板电脑，为每台财政补贴10美元之后的售价。
- 阿富汗情报机构挫败一起企图暗杀总统哈米德·卡尔扎伊的阴谋，逮捕6名嫌疑人，包括卡尔扎伊的一名保镖（（页面存档备份，存于））。
- 苹果公司发布iPhone4S，并在稍后宣布公司联合创始人，前首席执行长，56岁的现任董事会主席史蒂夫·贾伯斯已经去世。

## 10月6日
- 泰晤士全球大学排名中华区共有24所大学入选前400，内地10所、台湾8所、香港6所。港大排名仅次于日本东京大学列第34位居亚洲区第2位，北大为内地排名最前大学列49位，台大为台湾最前大学列第154位（（页面存档备份，存于））。
- 瑞典文学院宣布，将2011年诺贝尔文学奖授予瑞典诗人托马斯·特兰斯特勒默。新华网（页面存档备份，存于）
- 纽约油价回复至80美元以上，收于每桶82.59美元（（页面存档备份，存于））。

## 10月7日
- 挪威诺贝尔委员会宣布，将2011年诺贝尔和平奖授予利比里亚总统埃伦·约翰逊·瑟利夫、社会活动家莱伊曼·古博薇和也门记者塔瓦库·卡曼。凤凰网（页面存档备份，存于）

## 10月9日
- 红牛车队德国车手赛巴斯蒂安·维特尔提前四轮获得2011年世界一级方程式锦标赛的总冠军，成为该赛事历史上最年轻的两届总冠军得主。中国新闻网（页面存档备份，存于）

## 10月10日
- 瑞典皇家科学院宣布，将2011年诺贝尔经济学奖授予美国经济学家托马斯·萨金特和克里斯托弗·西姆斯。新华网（页面存档备份，存于）
- 比利时、法国和卢森堡政府向因欧债危机陷入困境的德克夏银行提供总额900亿欧元的财政担保，比利时政府还将国有化该银行的比利时分部。新华网 Archive.today的存檔，存档日期2013-04-28

## 10月11日
- 乌克兰首都基辅的一家法院以在2009年乌克兰和俄罗斯的天然气供应协议中滥用职权的罪名判决乌克兰前总理尤利娅·季莫申科7年监禁。新华网（页面存档备份，存于）
- 波兰现任总理唐纳德·图斯克率领的公民纲领党在9日举行的众议院选举中获胜，成为众议院第一大党。新华网 Archive.today的存檔，存档日期2013-04-28
- 斯洛伐克总理伊维塔·拉迪乔娃领导的联合政府因议会未能通过欧洲金融稳定机制扩容议案，而被迫下台。新华网（页面存档备份，存于）新华网 Archive.today的存檔，存档日期2013-04-28
- 缅甸国家广播电视台宣布，政府将从12日开始释放6359名囚犯。新华网
- 以色列和巴勒斯坦哈马斯达成换俘协议，以色列将释放1027名巴勒斯坦囚犯来换取5年前被巴勒斯坦俘获的以军士兵吉拉德·沙利特。新华网

## 10月12日
- 利用死者遗骸中取出的物质，加拿大麦克马斯特大学主管波拿亚和德国图宾根大学克劳斯领导的研究小组成功破解黑死病致病菌鼠疫杆菌基因密码，报告于12日出版的《自然》发表（新华网（页面存档备份，存于））。

## 10月13日
- BBC报道，南非布隆伯斯洞窟发现10万年前颜料作坊，證明10萬年前人類已具有一定的藝術思維與認知能力。（（页面存档备份，存于））。
- 中新社報導，金磚5國（巴西、俄羅斯、印度、中國、南非）證券交易所12日在南非約翰尼斯堡舉行的國際證券交易所第51屆週年大會上，宣布成立合作聯盟，預定2012年6月前相互掛牌買賣。中央社
- 不丹国王吉格梅·凯萨尔·纳姆耶尔·旺楚克和大学生吉增·佩玛在普那卡佛寺举行婚礼。搜狐（页面存档备份，存于）
- 斯洛伐克议会再次就欧洲金融稳定机制扩容议案举行投票，最终150个议席中有114票赞成批准了该议案。至此，欧元区17国已全部批准了该方案。人民网（页面存档备份，存于）
- 美国帆船集团创始人拉杰·拉贾拉南因内幕交易被纽约联邦法院判处11年监禁，这是史上因内幕交易被判处的最长刑期。华尔街日报

## 10月14日
- 美国总统贝拉克·奥巴马宣布，将向乌干达等中非四国派遣100名军事顾问，协助打击乌干达叛军圣灵抵抗军。搜狐（页面存档备份，存于）

## 10月18日
- 英国作家朱利安·巴恩斯凭借小说《终结感》获得2011年度布克奖。新华网 Archive.today的存檔，存档日期2013-04-28
- 独联体国家政府首脑在圣彼得堡签署了自由贸易区条约。新华网 Archive.today的存檔，存档日期2013-04-28

## 10月19日
- 库尔德武装分子在土耳其东南部同时发动几起袭击，造成24名士兵丧生。新华网（页面存档备份，存于）
- 法国第一夫人卡拉·布鲁尼在巴黎产下一女，萨科齐因此成为首位在任期间家中添丁的法国总统。新华网 Archive.today的存檔，存档日期2013-04-28
- 巴勒斯坦哈马斯根据和以色列达成的换俘协议释放了5年前俘获的以军士兵吉拉德·沙利特后，以色列释放了首批477名巴勒斯坦囚犯。新华网 Archive.today的存檔，存档日期2013-04-28
- 少女時代11月19日在美國發行首張英文單曲《THE BOYS》。

## 10月20日
- 利比亚全国过渡委员会领导人贾布里勒宣布，利前领导人卡扎菲在攻占苏尔特战役中被利国民军击毙（（页面存档备份，存于））。
- 西班牙巴斯克人分裂组织埃塔宣布该组织将永久放弃武装斗争。新华网（页面存档备份，存于）

## 10月21日
- 欧洲伽利略定位系统的其中2枚衛星(Soyuz rocket)在法属圭亚那太空中心由俄罗斯联盟号运载火箭搭载升空，歐洲至此始建立自有的全球衛星定位系統。歐洲太空總署經評估，若計畫成功將帶來大量經濟效益。自由时报[]联合新闻网新华网（页面存档备份，存于）

## 10月23日
- 当地时间23日13时41分，土耳其东部凡城省发生里氏7.2级地震，震源深度5公里；埃尔吉希县为重灾区。北青网
- 利比亚全国过渡委员会宣布全国解放。搜狐1（页面存档备份，存于） 搜狐2（页面存档备份，存于） 搜狐3（页面存档备份，存于）
- 阿根廷现任总统克里斯蒂娜·费尔南德斯·德基什内尔在当天举行的总统选举中获胜，将连任阿根廷总统。新华网 Archive.today的存檔，存档日期2013-04-28
- 泰国持续3个月的水灾已造成至少356人死亡，4000亿泰铢的经济损失。新华网
- 世界杯橄榄球赛决赛在新西兰奥克兰伊甸园球场进行，东道主新西兰队以8 :7的微弱优势战胜欧洲劲旅法国队，最终夺得世界杯冠军。法广（页面存档备份，存于）

## 10月24日
- 賈伯斯傳全球同時發行。

## 10月26日
- 美国波音公司研制的波音787客机首次投入商业飞行，由日本全日空航空公司执飞从成田国际机场至香港国际机场的包机航班。国际财经日报

## 10月27日
- 欧洲议会将2011年萨哈罗夫奖授予阿拉伯之春的五位活跃人士穆罕默德·布瓦吉吉、阿里·法扎特、拉赞·扎伊多纳、阿斯玛·马夫兹和阿买得·撒努西。法新社
- 哈马迪·杰巴里率领的伊斯兰复兴运动党在23日举行的突尼斯制宪议会选举中获胜，成为制宪议会的第一大党。新浪网（页面存档备份，存于）
- 索尼宣布，将以10.5亿欧元的价格收购爱立信所持50%的索尼爱立信股份，索尼爱立信这一手机品牌将成为索尼全资子公司。新华网

## 10月28日
- 俄罗斯莫斯科大剧院在经历长达6年，耗资约210亿卢布的修缮工程后，重新向公众开放。新华网 Archive.today的存檔，存档日期2013-04-28
- 圣路易斯红雀以4比3的总比分击败德州游騎兵，获得美国职业棒球大联盟2011年世界大赛总冠军。搜狐（页面存档备份，存于）

## 10月29日
- 爱尔兰总统选举官里奥娜·兰埃莱在都柏林城堡宣布，迈克尔·希金斯当选第九任爱尔兰总统。新华网 Archive.today的存檔，存档日期2013-04-28
- 澳洲航空公司宣布，由于无法与工会就薪酬问题达成协议，澳洲航空决定无限期停飞所有航班。人民网（页面存档备份，存于）

## 10月31日
- 北约秘书长拉斯穆森到访利比亚首都的黎波里并会见“全国过渡委员会”主席贾利勒，双方宣布北约在利比亚的军事行动正式结束。新华网（页面存档备份，存于）
- 联合国教科文组织通过投票表决，接纳巴勒斯坦为该组织正式会员，这是巴勒斯坦以正式成员国的身份加入的首个联合国机构。网易
- 10月31日：聯合國宣佈當日地球人口達70億人口。BBC（页面存档备份，存于）